# Soudanais (cheval)
Pour les Soudanais, habitants du Soudan, voir Soudan.
Le Soudanais est une race de chevaux de selle à sang chaud présente au Soudan et au Niger. Issu de croisements entre les souches de chevaux locales, le Pur-sang, et l'Arabe, c'est un demi-sang.
Cette race est très répandue au Soudan.

## Histoire
La race est également connue sous le nom anglais de Sudan Country-Bred, abrégé en SCB,. Elle provient d'un mélange entre les juments locales de races Gharkawi et Dongola, avec des étalons de race Arabe et Pur-sang, en particulier durant les années 1950 et 1960. Il s'agit donc d'un demi-sang.
Un recensement d'effectif en 1994 permet de dénombrer environ 65 000 sujets, mais ce comptage est estimé peu fiable.

## Description
Il appartient au groupe des chevaux Barbe africains ; son type, athlétique, semble être correctement stabilisé. Le guide Delachaux lui attribue une taille moyenne de 1,50 m.
La robe peut être baie, alezane, rouanne, grise ou noire.

## Utilisations
Il est utilisé sous la selle.

## Diffusion de l'élevage
La race est également présente au Niger. L'étude menée par l'Université d'Uppsala, publiée en août 2010 pour la FAO, signale le Soudanais comme race de chevaux locale africaine qui n'est pas menacée d'extinction. La race n'est pas menacée de disparition au Soudan d'après la base de données DAD-IS, qui relève un effectif de 122 550 têtes en 2018.